# Nợ chính phủ
Nợ chính phủ, là một phần thuộc Nợ công hoặc Nợ quốc gia, là tổng giá trị các khoản tiền mà chính phủ thuộc mọi cấp từ trung ương đến địa phương đi vay.
Việc đi vay này là nhằm tài trợ cho các khoản thâm hụt ngân sách nên nói cách khác, nợ chính phủ là thâm hụt ngân sách luỹ kế đến một thời điểm nào đó. Để dễ hình dung quy mô của nợ chính phủ, người ta thường đo xem khoản nợ này bằng bao nhiêu phần trăm so với tổng sản phẩm quốc nội (GDP).
Nợ chính phủ thường được phân loại như sau:
- Nợ trong nước (các khoản vay từ người cho vay trong nước) và nợ nước ngoài (các khoản vay từ người cho vay ngoài nước).
- Nợ ngắn hạn (từ 1 năm trở xuống), nợ trung hạn (từ trên 1 năm đến 10 năm) và nợ dài hạn (trên 10 năm).

## Các hình thức vay nợ của chính phủ

Nợ công tính theo % GDP (2010).

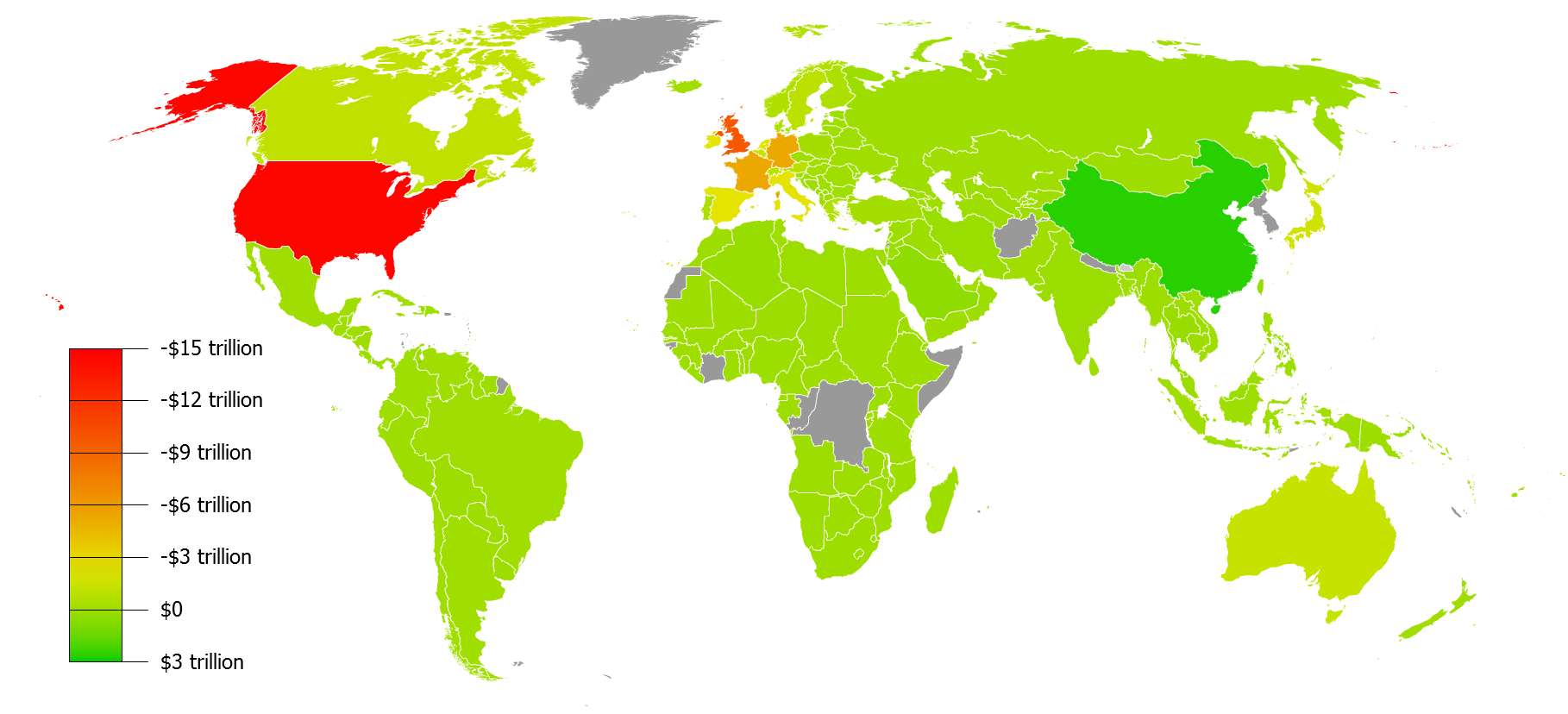
Bản đồ các nước theo dự trữ ngoại tệ vàng trừ nợ ngoài nước (số liệu từ CIA World Factbook)

### Phát hành trái phiếu chính phủ
Chính phủ có thể phát hành trái phiếu chính phủ để vay từ các tổ chức, cá nhân. Trái phiếu chính phủ phát hành bằng nội tệ được coi là không có rủi ro tín dụng vì chính phủ có thể tăng thuế thậm chí in thêm tiền để thanh toán cả gốc lẫn lãi khi đáo hạn. Trái phiếu chính phủ phát hành bằng ngoại tệ (thường là các ngoại tệ mạnh có cầu lớn) có rủi ro tín dụng cao hơn so với khi phát hành bằng nội tệ vì chính phủ có thể không có đủ ngoại tệ để thanh toán và ngoài ra còn có rủi ro về tỷ giá hối đoái.

### Vay trực tiếp
Chính phủ cũng có thể vay tiền trực tiếp từ các ngân hàng thương mại, các thể chế siêu quốc gia (ví dụ: Quỹ Tiền tệ Quốc tế)... Hình thức này thường được chính phủ của các nước có độ tin cậy tín dụng thấp áp dụng vì khi đó khả năng vay nợ bằng hình thức phát hành trái phiếu chính phủ của họ không cao.

## Các vấn đề gặp phải khi tính toán nợ chính phủ

### Lạm phát
Chỉ tiêu thâm hụt ngân sách khi tính toán thường không điều chỉnh ảnh hưởng của lạm phát vì trong tính toán chi tiêu của chính phủ, người ta tính toán các khoản trả lãi vay theo lãi suất danh nghĩa trong khi đáng lẽ chỉ tiêu này chỉ nên tính theo lãi suất thực tế. Do lãi suất danh nghĩa bằng lãi suất thực tế cộng với tỷ lệ lạm phát, nên thâm hụt ngân sách đã bị phóng đại. Trong những thời kỳ lạm phát ở mức cao và nợ chính phủ lớn thì ảnh hưởng của yếu tố này rất lớn.

### Tài sản đầu tư
Nhiều nhà kinh tế cho rằng tính toán nợ chính phủ cần phải trừ đi tổng giá trị của tài sản chính phủ. Điều này cũng đơn giản như khi xử lý tài sản của cá nhân: khi một cá nhân vay tiền để mua nhà thì không thể tính anh ta đã thâm hụt ngân sách bằng số tiền đã vay mà phải trừ đi giá trị của căn nhà. Tuy nhiên khi tính toán theo phương pháp này lại gặp phải vấn đề những gì nên coi là tài sản của chính phủ và tính toán giá trị của chúng như thế nào, ví dụ: đường quốc lộ, kho vũ khí hay chi tiêu cho giáo dục...

### Các khoản nợ tiềm tàng
Nhiều nhà kinh tế lập luận rằng tính toán nợ chính phủ đã bỏ qua các khoản nợ tiềm tàng như tiền trợ cấp hưu trí, các khoản bảo hiểm xã hội mà chính phủ sẽ phải chi trả cho người lao động hay các khoản mà chính phủ sẽ phải chi trả khi đứng ra bảo đảm cho các khoản vay của người có thu nhập thấp mà trong tương lai họ không có khả năng thanh toán...

## Tác động của nợ chính phủ

### Về tính trung lập của nợ chính phủ
Có hai quan điểm chính về việc nợ chính phủ có tác động đến nền kinh tế hay không.
Quan điểm truyền thống cho rằng biện pháp cắt giảm thuế được bù đắp bằng nợ chính phủ kích thích tiêu dùng và làm giảm tiết kiệm quốc dân. Sự gia tăng tiêu dùng làm tăng tổng cầu và thu nhập quốc dân trong ngắn hạn nhưng dẫn đến khối lượng tư bản ít hơn (do đầu tư giảm) và thu nhập quốc dân thấp hơn trong dài hạn.
Quan điểm Barro-Ricardo lại cho rằng biện pháp cắt giảm thuế được bù đắp bằng nợ chính phủ không kích thích chi tiêu ngay cả trong ngắn hạn vì không làm tăng thu nhập thường xuyên của các cá nhân mà nó chỉ làm dịch chuyển thuế từ hiện tại sang tương lai. Các cá nhân dự tính rằng, hiện giờ chính phủ giảm thuế và phát hành trái phiếu bù đắp thâm hụt, thì đến một thời điểm trong tương lai chính phủ sẽ lại tăng thuế để có tiền trả nợ hoặc in tiền để trả nợ (mà hậu quả là lạm phát tăng tốc); do đó, người ta tiết kiệm hiện tại để có tiền đóng thuế trong tương lai hoặc mua hàng hóa và dịch vụ sẽ lên giá.
Hai quan điểm nói trên tuy khác nhau nhưng cùng xuất phát từ hành vi của người tiêu dùng và do vậy khi áp dụng cần nghiên cứu hành vi của người tiêu dùng.

### Về hiệu suất của tác động từ nợ chính phủ tới tăng trưởng kinh tế
Trong những năm gần đây, hầu hết các nhà kinh tế đều cho rằng trong dài hạn một khoản nợ chính phủ lớn (tỷ lệ của nó so với GDP cao) làm cho sự tăng trưởng của sản lượng tiềm năng chậm lại vì những lý do sau:
- Nếu một quốc gia có nợ nước ngoài lớn thì quốc gia đó buộc phải tăng cường xuất khẩu để trả nợ nước ngoài và do đó khả năng tiêu dùng giảm sút.
- Một khoản nợ công cộng lớn gây ra hiệu ứng thế chỗ cho vốn tư nhân: thay vì sở hữu cổ phiếu, trái phiếu công ty, dân chúng sở hữu nợ chính phủ (trái phiếu chính phủ). Điều này làm cho cung về vốn cạn kiệt vì tiết kiệm của dân cư đã chuyển thành nợ chính phủ dẫn đến lãi suất tăng và các doanh nghiệp hạn chế đầu tư.
- Nợ trong nước tuy được coi là ít tác động hơn vì trên góc độ nền kinh tế là một tổng thể thì chính phủ chỉ nợ công dân của chính nước mình, tuy vậy nếu nợ trong nước lớn thì chính phủ buộc phải tăng thuế để trả lãi nợ vay. Thuế làm méo mó nền kinh tế, gây ra tổn thất vô ích về phúc lợi xã hội.

Ngoài ra, còn có một số quan điểm cho rằng việc chính phủ sử dụng công cụ nợ để điều tiết kinh tế vĩ mô sẽ không có hiệu suất cao vì có hiện tượng crowding out (đầu tư cho chi tiêu của chính phủ tăng lên).
- Chính phủ muốn tăng chi tiêu công cộng để kích cầu thì phát hành trái phiếu chính phủ. Phát hành thêm trái phiếu chính phủ thì giá trái phiếu chính phủ giảm, thể hiện qua việc chính phủ phải nâng lãi suất trái phiếu thì mới huy động được người mua. Lãi suất trái phiếu tăng thì lãi suất chung của nền kinh tế cũng tăng. Điều này tác động tiêu cực đến động cơ đầu tư của khu vực tư nhân, khiến họ giảm đầu tư. Nó còn tác động tích cực đến động cơ tiết kiệm của người tiêu dùng, dẫn tới giảm tiêu dùng. Nó còn làm cho lãi suất trong nước tăng tương đối so với lãi suất nước ngoài, dẫn tới luồng tiền từ nước ngoài đổ vào trong nước khiến cho tỷ giá hối đoái tăng làm giảm xuất khẩu ròng. Tóm lại, phát hành trái phiếu tuy có làm tăng tổng cầu, song mức tăng không lớn vì có những tác động phụ làm giảm tổng cầu.
- Nếu coi việc nắm giữ trái phiếu chính phủ là một hình thức nắm giữ tài sản thì khi chính phủ tăng phát hành trái phiếu sẽ đồng thời phải tăng lãi suất, người nắm giữ tài sản thấy mình trở nên giàu có hơn và tiêu dùng nhiều hơn. Tổng cầu nhận được tác động tích cực từ việc tăng chi tiêu chính phủ (nhờ phát hành công trái) và tăng tiêu dùng nói trên. Tuy nhiên, tăng tiêu dùng dẫn tới tăng lượng cầu tiền. Điều này gây ra áp lực lạm phát, vì thế tác động tiêu cực tới tốc độ tăng trưởng thực (bằng tốc độ tăng trưởng danh nghĩa trừ tỷ lệ lạm phát).